# سیارک ۲۱۵۵۷
سیارک ۲۱۵۵۷ (به انگلیسی: 21557 Daniellitt، نامگذاری:1998QE73) بیست و یک هزار و پانصد و پنجاه و هفتمین سیارک کشف شده‌است که در ۲۴ اوت ۱۹۹۸ کشف شد.
قدر مطلق سیارک برابر ۵۱.۲ است.